# Carex chungii
Carex chungii är en halvgräsart som beskrevs av Zheng Ping Wang. Carex chungii ingår i släktet starrar, och familjen halvgräs.

## Underarter
Arten delas in i följande underarter:
- C. c. chungii
- C. c. rigida